# Wednesday Morning, 3 A.M.
Wednesday Morning, 3 A.M. (с англ. — «Утро среды, 3 ночи») — дебютный студийный альбом американского дуэта Simon & Garfunkel, выпущенный 19 октября 1964 года на лейбле Columbia.
Альбом был записан в течение трёх музыкальных сессий 10, 17 и 31 марта 1964 года, получив своё название в честь момента завершения над ним работы. Продюсером пластинки выступил Том Уилсон, а её обложка была отснята на станции нью-йоркского метро «Пятая авеню — 53-я улица».
Альбом не имел коммерческого успеха, продавшись в первую неделю лишь в 3 тысячах экземпляров, после чего дуэт распался: Пол Саймон перебрался в Лондон, где начал работу над сольной музыкой, тогда как Арт Гарфанкел продолжил обучение в Колумбийском университете в Нью-Йорке. Не поставив в известность Саймона и Гарфанкела, в июне 1965 года продюсер Том Уилсон записал новую версию на тот момент пользовавшейся успехом на радио композиции «The Sound of Silence», добавив к акустике звучание электронных музыкальных инструментов. Версия Уилсона была выпущена в качестве сингла в сентябре 1965 года, вскоре став хитом. В январе 1966 года Саймон вернулся в США, где лейбл Columbia потребовал от дуэта новый материал, после чего он и Гарфанкел воссоединились. В феврале 1966 года, на волне успеха «The Sound of Silence», альбом достиг 30 позиции в чарте Billboard 200.

## Список композиций
| №  | Название                               | Автор(ы)                  | Дата записи   | Длительность |
| -- | -------------------------------------- | ------------------------- | ------------- | ------------ |
| 1. | «You Can Tell the World»               | Боб Гибсон, Хэмилтон Кэмп | 31 марта 1964 | 2:47         |
| 2. | «Last Night I Had the Strangest Dream» | Эд Маккарди               | 17 марта 1964 | 2:11         |
| 3. | «Bleecker Street»                      | Пол Саймон                | 10 марта 1964 | 2:44         |
| 4. | «Sparrow»                              | Пол Саймон                | 31 марта 1964 | 2:49         |
| 5. | «Benedictus»                           | Орландо ди Лассо          | 31 марта 1964 | 2:38         |
| 6. | «The Sound of Silence»                 | Пол Саймон                | 10 марта 1964 | 3:08         |

| №                   | Название                        | Автор(ы)            | Дата записи         | Длительность |
| ------------------- | ------------------------------- | ------------------- | ------------------- | ------------ |
| 1.                  | «He Was My Brother»             | Пол Кейн            | 17 марта 1964       | 3:47         |
| 2.                  | «Peggy-O»                       | Народная            | 31 марта 1964       | 3:45         |
| 3.                  | «Go Tell It on the Mountain»    | Народная            | 31 марта 1964       | 3:41         |
| 4.                  | «The Sun Is Burning»            | Иэн Кэмпбелл        | 17 марта 1964       | 2:49         |
| 5.                  | «The Times They Are a-Changin’» | Боб Дилан           | 10 марта 1964       | 2:52         |
| 6.                  | «Wednesday Morning, 3 A.M.»     | Пол Саймон          | 17 марта 1964       | 2:13         |
| Общая длительность: | Общая длительность:             | Общая длительность: | Общая длительность: | 31:38        |

## Чарты
| Чарт (1966)         | Наивысшая позиция |
| ------------------- | ----------------- |
| США (Billboard 200) | 30                |

## Продажи и сертификации
| Регион | Сертификация | Продажи    |
| --- | ------------ | ---------- |
| США (RIAA) | Платиновый   | 1 000 000^ |
| * Данные о продажах приведены только на основе сертификации. ^ Данные о тиражах приведены только на основе сертификации. |              |            |